# Nils Granfelt
Nils Daniel Granfelt , né le 17 février 1887 à Stockholm et mort le 21 juillet 1959 à Nacka, est un gymnaste artistique suédois.
Il est le frère du gymnaste Erik Granfelt et de l'escrimeur Hans Granfelt ainsi que l'oncle de l'escrimeur Nils Rydström.
Lors des Jeux olympiques d'été de 1912 à Stockholm, il remporte une médaille d'or en système suédois par équipes.